# 츠바이뤼치넨역
츠바이뤼치넨역(Bahnhof Zweilütschinen)은 스위스 베른주의 귄들리슈반트 지자체에 있는 기차역이다. 역은 인터라켄 동역, 그린델발트, 라우터브루넨까지 운행하는 베르너 오버란트 철도 노선 상에 있다. 역명의 이름은 근처의 작은 마을인 츠바이뤼치넨 가져왔으며, 그 자체는 뤼치네강의 화이트와 블랙 지류의 근처 합류 지점에서 이름을 따 왔다.
베르너 오버란트 철도의 차고와 정비창은 역 옆에 있다. 그린델발트와 라우터브루넨으로 가는 철도의 두 분기점은 각각 블랙, 화이트 뤼치네강 계곡을 따라 역의 남쪽으로 분기된다.  2014년 3월 17일에는 반호 뷔페에서 전철화 100주년을 기념 행사를 열어 축하 행사가 진행했다.

## 운행편
2020년 12월 시간표 변경에 따라 다음 철도 서비스가 츠바이뤼치넨역에서 정차한다.
- 레기오(Regio): 인터라켄 동역과 라우터브루넨 또는 그린델발트 사이를 30분 간격으로 운행한다. 기차는 인터라켄 동역과 츠바이뤼치넨 사이를 결합하여 운행한다.